# Friedrich Brutzer

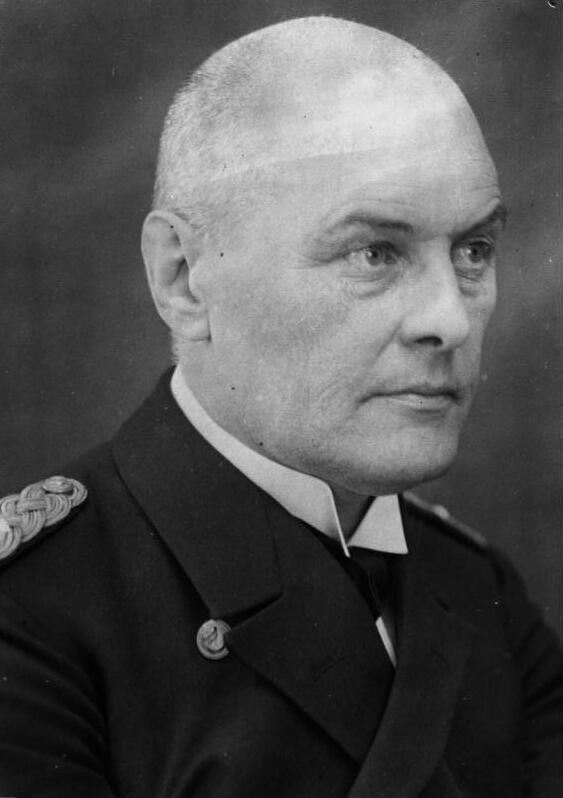
Friedrich Brutzer, April 1930

Friedrich Brutzer (* 25. September 1879 in Riga; † 12. Juni 1958 auf Gut Schönberg bei Westerhofen) war ein deutscher Vizeadmiral.

## Leben

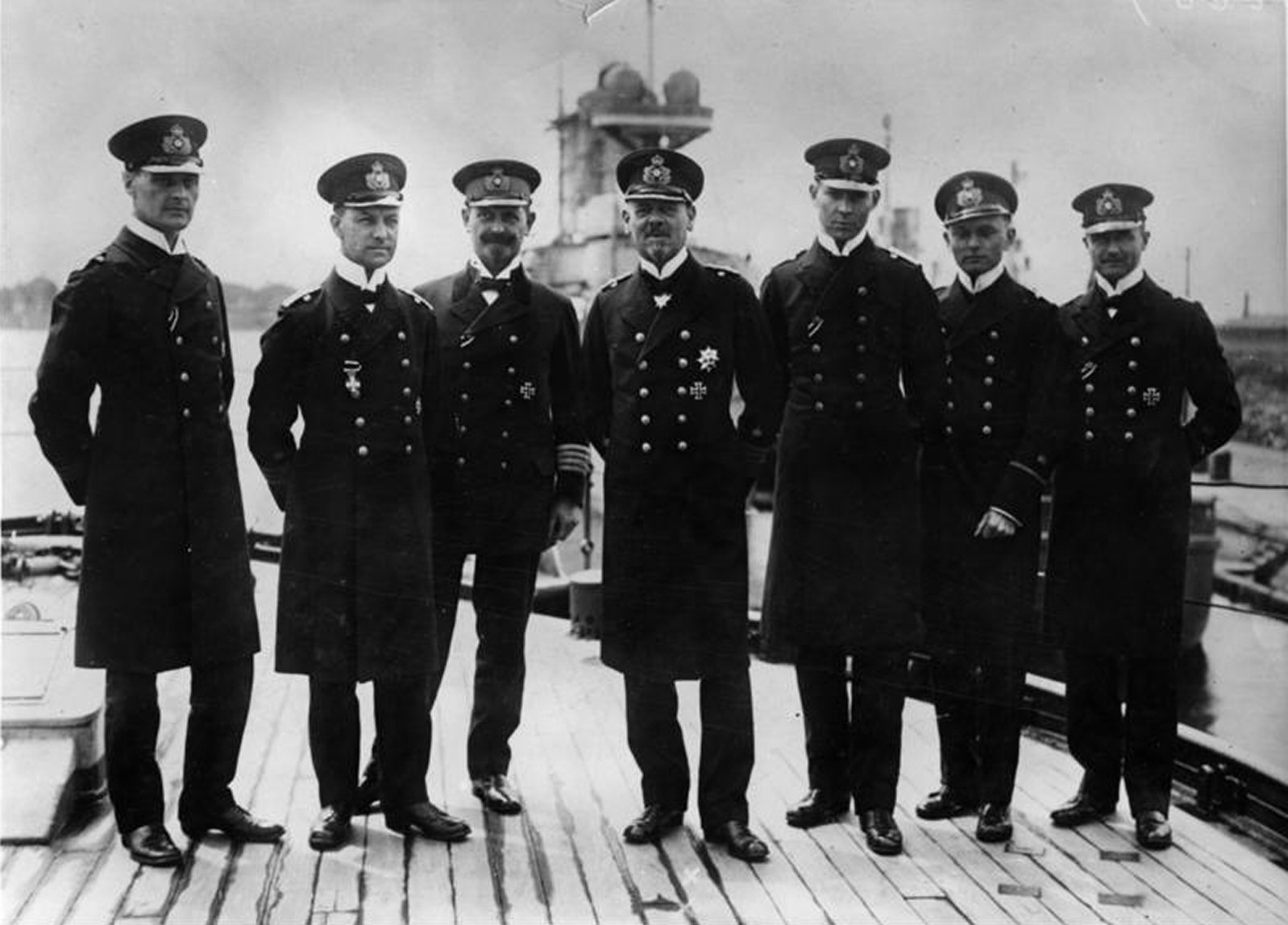
Friedrich Brutzer (ganz links) als Angehöriger des Stabes des Befehlshaber der Aufklärungsschiffe (Admiral Franz von Hipper), 1916.

Friedrich Brutzer war ein Sohn des Rigaer Psychiaters und Gründers der Heilanstalt Rothenberg bei Riga Gregor Brutzer (1834–1883). Heinrich Wilhelm Brutzer war dessen Onkel. 1891 übersiedelte die Witwe Wilhelmine Brutzer, geb. von Kieter, mit dem Kindern nach Lübeck. Brutzer trat unmittelbar nach seinem Abitur am Katharineum zu Lübeck Ostern 1898 in die Kaiserliche Marine ein. Am 27. Januar 1915 wurde er Korvettenkapitän und war später bis August 1918 Admiralstabsoffizier im Stab des Befehlshaber der Aufklärungsschiffe der Hochseeflotte. Anschließend war er bis Kriegsende Admiralstabsoffizier bei den Hochseestreitkräften.
Nach Kriegsende wurde er als Korvettenkapitän in die Reichsmarine übernommen und am 8. März 1920 Fregattenkapitän. Von April bis September 1925 kommandierte er, am 1. April 1922 zum Kapitän zur See befördert, das Linienschiff Hannover. Mit der Beförderung zum Konteradmiral am 1. Januar 1928 erfolgte die Ernennung zum Chef des Stabes der Marinestation der Ostsee. Kurz darauf, im Mai 1928, wurde er Chef des Marinekommandoamtes der Marineleitung im Reichswehrministerium in Berlin. In dieser Funktion beförderte man Brutzer am 1. Oktober 1928 zum Vizeadmiral. Am 28. September 1930 wurde er feierlich in den Ruhestand verabschiedet.
Sein Sohn Gerfried Brutzer war ebenfalls Marineoffizier und im Zweiten Weltkrieg u. a. Kommandant des Zerstörers Z 38.

## Auszeichnungen
- Roter Adlerorden IV. Klasse[3]
- China-Denkmünze[3]
- Eisernes Kreuz (1914) II. und I. Klasse[3]
- Ritterkreuz des Königlichen Hausordens von Hohenzollern mit Schwertern[3]
- Ritterkreuz I. Klasse des Albrechts-Ordens mit Schwertern[3]
- Hanseatenkreuz Hamburg[3]
- Friedrich-August-Kreuz II. und I. Klasse[3]
- Hanseatenkreuz Lübeck[3]